# Inga tayronaensis
Inga tayronaensis är en ärtväxtart som beskrevs av Terence Dale Pennington. Inga tayronaensis ingår i släktet Inga och familjen ärtväxter. Inga underarter finns listade i Catalogue of Life.